# Xonotic
Xonotic – wolna i otwartoźródłowa strzelanka, stworzona jako następca gry Nexuiz w wyniku kontrowersji powstałych po zakupie poprzedniej gry przez studio IllFonic. Pierwsza wersja gry, oznaczona numerem 0.1, pojawiła się w grudniu 2010 roku. Twórcy Xonotica utrzymują, że szata graficzna gry jest podobna do pozycji z 2006 lub 2007 roku. Grę można uruchomić na Linuxie, macOSie, oraz Windowsie.
W grze dostępnych jest 14 trybów – między innymi Deathmatch, Arena czy Capture the Flag, ale i też tryby takie jak Last Man Standing, Key Hunt czy Freeze Tag. Jest ona oparta na silniku Darkplaces, który początkowo był zestawem modyfikacji do silnika Quake'a, jednak wraz z rozwojem gry społeczność coraz bardziej uniezależniała się od oryginalnego kodu.

## Historia

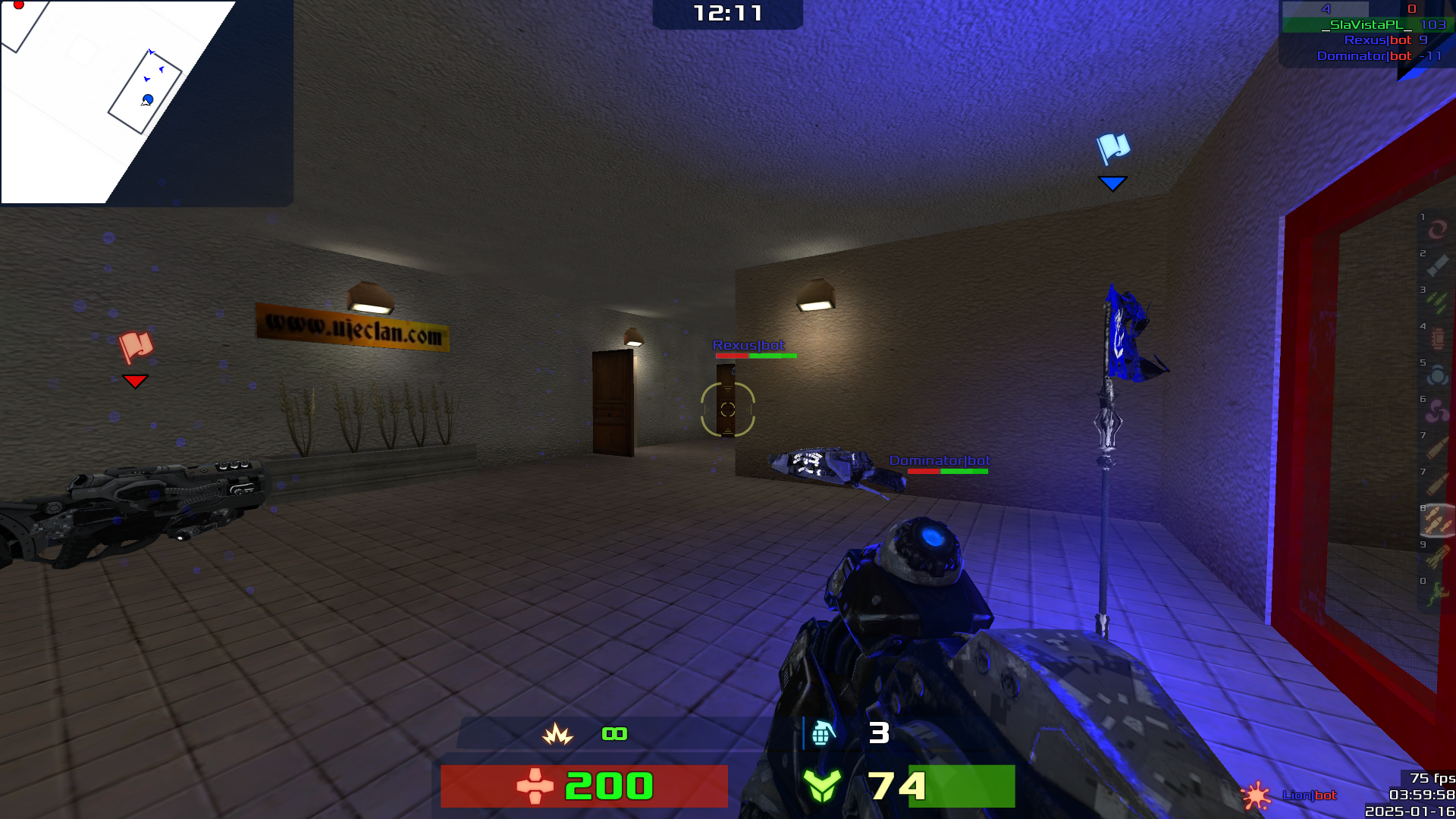
Zdjęcie z Xonotica przedstawiające trwającą rozgrywkę w trybie Capture the Flag

Xonotic został stworzony w wyniku odcięcia się od gry Nexuiz, wobec której kolejne decyzje po wykupieniu przez studio IllFonic były kontrowersyjne wśród społeczności tej gry. Społeczność zarzucała IllFonicowi naruszenie postanowień licencji GPL, na której kod silnika przeznaczonego dla Nexuiza został wydany. Prace nad następcą Nexuiza rozpoczęły się w marcu 2010 roku, zaś pierwsza wersja testowa pojawiła się 9 miesięcy później. Oprawa graficzna, dźwięki jak i kod gry zostały w większości zmienione.
W wersji 0.5 wydanej we wrześniu 2011 roku dodano wsparcie dla innych języków, nowych map, wsparcia dla pojazdów, a także przepisano na nowo system obsługi broni czy fizyki obiektów.
W wersji 0.6 wydanej w marcu 2012 roku dodano 4 kolejne mapy oraz nowy tryb pn. Sandbox, wprowadzono obsługę botów ClientSide QuakeC (CSQC), a także naprawiono błędy.
W wersji 0.7 wydanej w czerwcu 2013 roku tryb Capture the Flag uległ kompletnej przemianie. Przepisano też moduł czatu tekstowego w grze, oraz przeniesiono się na nowy kompiler gmqcc.
W wersji 0.8 wydanej w styczniu 2015 roku, wśród niektórych z nowych rzeczy, dodano potwory, dodatkowe moce zmieniające styl gry pojawiające się w losowych miejscach na mapie, nowy rodzaj broni oraz 3 nowe mapy przeznaczone dla trybu Capture the Flag. Po tej aktualizacji pojawiło się kilka wersji od 0.8.1 (wydana w sierpniu 2015 roku) do 0.8.6 (wydana w czerwcu 2023 roku), która jest najnowszą dostępną edycją gry na styczeń 2025 roku.

## Odbiór gry
Xonotic został pochwalony przez redaktorów serwisów Phoronix oraz Softpedia. Artykuł z tego pierwszego skupił się głównie na oprawie graficznej oraz rozgrywce. Wśród polskojęzycznych wydawców gra zdobyła uznanie u redakcji serwisu Dobreprogramy, chwaląc grę za „niezwykłą dynamikę, nieprzewidywalność akcji, bogactwo trybów, oraz futurystyczne uzbrojenie”. Przemysław Grzywacz z serwisu Benchmark.pl napisał, że gra „prezentuje się naprawdę nieźle”.
W serwisie Metacritic Xonotic ma średnią ocen użytkowników wynoszącą 8,8 na 10, zaś na Mod DB – 9,2 na 10.